# Københavns bombardement
Københavns bombardement var en terrorbombning, der fandt sted i 1807 under Englandskrigene og varede fra den 2. til den 7. september. Belejringen af København var et resultat af britisk krav om overgivelsen af Danmarks flåde til briterne, der frygtede at Kronprins Frederik ville overgive flåden til franskmændene mod Storbritannien. Den britiske flåde blev ledet af admiral James Gambier og landstyrken på 26.000 mand, fortrinsvis briter og tyskere, af general Lord Cathcart.

## Baggrund
I slutningen af 1806 udstedte Napoleon dekretet om fastlandsspærringen, der fordrede, at al handel med Storbritannien blev forbudt for franskmænd og deres allierede. Storbritannien svarede igen med at forbyde neutral handel mellem fjendtlige havne, hvilket skabte vanskeligheder for de tilbageværende neutrale lande, heriblandt Danmark. Ved freden i Tilsit i juli 1807 kom Napoleon overens med Zar Alexander I, således at Danmark efterhånden var det eneste neutrale land på det europæiske fastland.
Storbritannien sendte i juli 1807 en større invasionsflåde til Østersøen med det formål at kræve den danske flåde udleveret, af frygt for at den skulle falde i Napoleons hænder. Den danske flåde var dette år ikke genstand for større udrustning, og de fleste skibe lå aftaklede i flådens leje.
Den britiske flåde bestod af 24 linjeskibe, 22 mindre skibe samt transportfartøjer med sammenlagt 30.000 mand. Med denne styrke i baghånden forhandlede den engelske Francis Jackson, men opnåede ikke en ønsket traktat.

### Belejring
Da briterne ikke fik hvad de ville sendte de kongen et brev om at tage skibene med magt, men kongen valgte ikke at udruste sin flåde i håb om at forblive neutrale. Københavns kommandant Ernst Peymann blev øverstbefalende for landforsvaret, og kommandør Steen Bille blev chef for søforsvaret.
Den 16. august gjorde briterne landgang ved Vedbæk uden modstand fra dansk side og blev placeret i en halvkreds rundt om København fra Svanemøllen til Kalveboderne.
Den 1. og 2. september fremsendte briterne en opfordring til general Peymann om overgivelse og udlevering af flåden – uden resultat. Bombardementet begyndte kl. halv otte om aftenen den 2. september. Briterne bombarderede byen uden at tage hensyn til civile og offentlige bygninger. De brugte bl.a. brandraketter af den nyopfundne congrevske type, som vises i Orlogsmuseets samlinger. I 12 timer vedvarede bombardementet, der forvoldte stor skade. Ved 6-tiden den næste aften genoptoges bombardementet, der atter varede til kl. 8 næste morgen. Efterhånden blev husene tømt for beboere og dermed forsvandt også mulighederne for at opretholde det lokale brandforsvar. Den 4. september kl. 7 begyndte atter bombardementet, og indbyggernes modstandskraft syntes at ebbe ud.
Tårnspiret på Vor Frue Kirke blev ramt og styrtede brændende ned over kirken, der antændtes og udbrændte totalt. En storbrand bredte sig nu omkring universitetet, og slukningsarbejdet var på grund af overbelastning næsten gået i stå. Rundetårn med Trinitatis Kirke, der rummede universitetsbiblioteket på loftet, blev reddet ved en ekstraordinær indsats af bl.a. soldater og folk fra Holmen. Bombardementet fortsatte den 5. september, og der var nu stemning for kapitulation. Der blev sendt en parlamentær af sted til den britiske general, der klart svarede, at bombardementet fortsatte, hvis man ikke kunne acceptere flådens udlevering.
Den 6. september formuleredes kapitulationen: Udlevering af flåden, besættelse af Kastellet og flådens anlæg indtil flåden var ekviperet og kunne afgå ved egen hjælp.

### Afsked med Orlogsflåden
Briterne invaderede København og holdt sig i den efterfølgende måned indenfor ovennævnte område, medens de udrustede flåden, således at det ikke kom til sammenstød med befolkningen. I slutningen af oktober afsejlede briterne med hele den danske flåde. 80 krigsskibe og 243 transportskibe sejlede nordud gennem Sundet.
Det engelske krigsbytte omfattede 17 linjeskibe, 17 fregatter og 19 mindre skibe samt 26 kanonbåde. Briterne fjernede i øvrigt næsten al udrustning fra flådens etablissementer og ødelagde de på stabel stående nybygninger.
Danmark mistede herved forudsætningerne for at beskytte sin søhandel og hævde herredømmet i søterritoriet. Det var definitivt slut på den florissante periode, der havde gjort København til en af de vigtigste byer i Østersøområdet. Desuden var Danmark tvunget ud af neutraliteten og havde valgt side for Frankrig.